# Baby Bash
Pour les articles homonymes, voir Bash.
Baby Bash, né Ronald Rey Bryant le 18 octobre 1975 à Vallejo en Californie, est un rappeur, chanteur, producteur et acteur américain. Son premier album Savage Dreams, est suivi par On Tha Cool ; et Tha Smokin' Nephew, qui contient les singles Suga Suga et Shorty DooWop. En 2005, l'opus Super Saucy, ayant comme single principal Baby, I'm Back, une collaboration avec le chanteur Akon, sont publiés. Cyclone suit en 2007, contenant son titre éponyme en featuring avec T-Pain et son successeur, What Is It en featuring avec Sean Kingston, qui atteint les classements Billboard.
Au long de sa carrière, il collabore avec des artistes de la côte ouest et du sud des États-Unis comme Coolio, Lil Jon, Paul Wall, Slim Thug, E-40, Z-Ro, Ty Dolla Sign, B-Legit, C-Bo, Da'unda'dogg et Mac Dre, des chanteurs de RnB comme Akon, Lloyd, Keith Sweat, Mario, Nate Dogg, Avant, Natalie et Bohemia ainsi que d'autres rappeurs latinos tels que Fat Joe, Nino Brown, Doll-E Girl, Frost et Pitbull. Il est également paru sur le single à succès This Boy's Fire de Santana en featuring Jennifer Lopez. Il a aussi écrit des musiques pour Whitney Houston, Jennifer Hudson, Flo Rida, Kelly Clarkson, Paula DeAnda et Frankie J.
En 2007, il apparait sur le single Nouveau voyage (C'est la vie), du chanteur français Pascal Obispo, qui se classe à la 10eme meilleure vente de singles.

## Biographie

### Jeunesse
Bryant est fils d'une mère américaine d'origine mexicaine et d'un père américain d'origine britannique originaire de Mendota, en Californie. Tous les deux, dépendant à l'héroïne, sont à cette période emprisonnés. Bryant est élevé par sa grand-mère et connait différents genres musicaux grâce à son père et à ses oncles. À l'origine, Bryant voulait devenir joueur de basketball professionnel.

### Premiers albums (2001–2005)
La carrière musicale de Bryant est lancée lorsqu'il devient membre du groupe Potna Duece à Vallejo, en Californie. Il emménage à Houston, dans le Texas, en 1998, où il rencontre le rappeur South Park Mexican. Avant son succès en tant qu'artiste solo, sous le nom de Baby Beesh, il devient membre des groupes Potna Deuce et de Latino Velvet.
Bryant lance son premier album solo, Savage Dreams, le 19 juin 2001. Le 5 février 2002, il publie son deuxième album intitulé Get Wiggy!, qui est à la fois une émancipation de ses groupes et aussi un « recueil de souvenirs ». Ainsi, il contient des titres comme Crazy Love, qu'il produit avec Latino Velvet, et Early in da Mornin', titre où il rappe seul. On Tha Cool, son troisième album, est publié le 11 juin 2002, au label Dope House Records. Il est produit par Happy P et Johnny Z, et fait participer SPM, Jay Tee, Russell Lee, Don Cisco, Mr. Shadow et DJ Kane.
Il rencontre réellement la consécration grâce à Tha Smokin' Nephew publié le 23 septembre 2003. L'album atteint la 48e place du Billboard 200. Il contient le titre Suga Suga, gros tube de l'été 2004, dans lequel il chante en featuring avec son ami Frankie J, avec qui il sortira quelques titres comme Diggin Your Style ou Drinks on Me. Le tube de l'été 2004, Obsesión par Aventura, est repris deux fois par Baby Bash, la première étant avec le groupe 3rd Wish. Le 29 juin la même année, il publie Mènage a Trois, qui atteint la 32e place des R&B Albums.
Cette version clôture l'album Super Saucy, publié le 15 mars 2005, permettant à Bash d'en enregistrer une version single avec Frankie J. Dans Super Saucy, Baby Bash noue des contacts avec des rappeurs américains tels que Nate Dogg, Mac Dre ou encore Akon. L'album atteint la 11e place du Billboard 200.

### CycloneetBashtown(2006–2010)
Baby Bash est présent sur quelques bandes originales de films. Son titre le plus connu, Suga Suga est joué dans le film Be Cool avec John Travolta. The Honeymooners et Karaté Kid, avec Jackie Chan et Jaden Smith, contiennent tous deux le titre Baby I'm Back. Enfin, un film de 2010, Island of Fantasy lui permet d'y interpréter son dernier titre, Fantasy Girl. La musique n'est pas le seul domaine de prédilection de Baby Bash puisqu'il a déjà joué dans deux films, What's Really en 2004 aux côtés de son ami Chingo Bling, et en 2006 en compagnie de Danny Trejo dans Jack's Law. Un nouveau film humoristique, Primos, réunit ces trois acteurs en 2009. La même année, il est également au générique de Busted. Il pourrait envisager une carrière d'acteur après celle de rappeur, tout comme celle de producteur : Baby Bash explique[Où ?] surtout s'attacher à la musique pour s'en inspirer les paroles, et ainsi créer des tubes[réf. nécessaire]. Il écrit déjà pour d'autres artistes du label Arista, comme Whitney Houston, Jennifer Hudson, Paula DeAnda ou encore Frankie J. Par ailleurs, il produit et écrit pour le premier titre d'une artiste, I Own This de Jasmine Villegas.
Le 30 octobre 2007, il publie l'album Cyclone (initialement intitulé Ronnie Rey All Day), deux ans après la première diffusion sur les ondes de radio américaines de son tube Mamacita, avec Marcos Hernandez. Cet album recèle entre autres des featurings avec T-Pain, Sean Kingston, Pimp C, Keith Sweat, Paula DeAnda et Mickael, chanteur français qui participe à l'enregistrement, arrangement et production de nombreux morceaux sur le nouvel album, et avec lequel il a déjà publié un snippet CD (Rollercoaster).
Le titre phare, Cyclone, est téléchargé plus d'un million de fois sur iTunes et devient donc disque de platine selon la RIAA permettant à Baby Bash de devenir le premier artiste latino recherché sur Myspace. En devenant no 7 du Billboard américain, ce titre égale par ailleurs le succès de Suga Suga.
Il enchaîne avec une mixtape Latino Velvet avec Jay Tee appelée The Camp Is Back, sortie le 20 mai 2008.
Baby Bash collabore également avec Pascal Obispo sur son album Les Fleurs de Forest, dans un duo sous le titre Nouveau Voyage, ainsi que sur le dernier album de Carlos Santana, avec Jennifer Lopez, avec le titre This Boy's Fire. Il a également, en 2009, écrit pour Flo Rida, Plies ou bien Kelly Clarkson. La même année, il apparaît avec Jay Tee sur la pochette du Latino Velvet - Best of qui regroupe les meilleurs titres du groupe de 2000 à 2008. En mars, un nouveau clip de Baby Bash est disponible, pour le titre That's How I Go en featuring avec Mario et Lil Jon. En juin sort le single Outta Control avec Pitbull, et en juillet il accompagne Paul Wall sur le titre Lemon Drop.

### Unsung: The Albumet emprisonnement (depuis 2011)
2011 marque un nouveau changement de label pour Baby Bash qui passe chez Upstairs Records pour préparer un nouvel album, Bashtown. Sorti le 22 mars 2011, il contient seize titres dont des featurings avec Lloyd, Slim Thug, Marty James, Mickael, SPM, et surtout le titre phare Go Girl en featuring avec E-40. De cette chanson a été créée une boisson énergétique du même nom, dont une partie des bénéfices est reversée à des associations contre le cancer du sein et de l'ovaire. Le 10 septembre 2011, Baby Bash et Paul Wall sont arrêtés à El Paso, Texas en possession d'une petite quantité de marijuana pour leur consommation personnelle. Ils seront libérés la nuit même après avoir versé une caution de 300 $.
En 2012, Baby Bash annonce la sortie d'un nouvel album. Tout d'abord, il prévoit de l'intituler Weedsmoke mais opte pour le titre Unsung: The Album. Prévu pour une sortie le 17 décembre 2013 aux États-Unis, l'opus contient 13 titres dont de nouveaux featurings avec Mickaël, Frankie J, Paula DeAnda, Paul Wall, Clyde Carson, Problem et Miguel.
Le 18 novembre 2014, sort l'opus Ronnie Rey All Day (en référence à son vrai nom), contenant 15 titres.
Par ailleurs,son expérience poussée de fumeur de marijuana et son arrestation l'ont poussé à mettre ses connaissances au service d'une bonne cause.Ainsi ,il devient en 2015 responsable dans une société de vente de marijuana médicale, California Finest.Il n'hésite pas dans la foulee à faire la promotion de cette marque, notamment dans ses clips,comme celui de Light Up, California Finest ou encore Papi avec John Hartt.
Il devient également le premier rappeur américain à apposer son nom sur deux produits de marijuana médicale, Cherry Pie & OG Kush, dont il fait la promotion dans un titre et clip éponyme.
En 2016, il sort 2 albums : le premier en avril, en collaboration avec Paul Wall intitulé The Legalizers : Legalize or Die Vol. 1, dans lequel il continue de militer pour la legalisation et la tolérance de consommation de cannabis a des fins médicales.
Le 2eme album "Don't Panic It's Organic" sort en novembre et contient 18 titres.La banniere de sa page Facebook en faisant la promotion indique que cet album serait inspiré des evenements de la vie de Baby Bash.
En 2017 il sort en collaboration avec Frankie J un album intitulé Sangria dans lequel il continue de promouvoir sa marijuana médicale et ressort une version acoustique de son titre phare "Suga Suga".

## Discographie

### Albums studio
- 2001 : Savage Dreams (sous le nom de Baby Beesh)
- 2002 : On tha Cool (sous le nom de Baby Beesh)
- 2003 : The Smokin' Nephew
- 2004 : Tha Smokin' Nephew [Screwed & Chopped]
- 2004 : Mènage a Trois
- 2005 : Super Saucy
- 2007 : Cyclone
- 2011 : Bashtown
- 2013 : Unsung: The Album
- 2013 : Ronnie Rey All Day
- 2016 : Don't Panic It's Organic

### Albums collaboratifs
- 2002 : Velvetism (avec Jay Tee)
- 2004 : Latin Hard Hitters (avec South Park Mexican)
- 2012 : Playamade Mexicanz (avec Lucky Luciano)
- 2016 : The Legalizers : Legalize or Die Vol. 1 (avec Paul Wall)
- 2018 : The Legalizers Vol. 2 : Indoor Grow (avec Paul Wall)

### Compilations
- 2000 : Baby Beesh Presents What's Really! Game One (sous le nom de Baby Beesh)
- 2002 : Get Wiggy!
- 2003 : The Ultimate Cartel
- 2004 : So Quick... Like a Heist
- 2012 : Baby Bash & Jay Tee Present M.S.U

### Avec Latino Velvet
- 1997 : Latino Velvet Project
- 2000 : Velvet City
- 2002 : Velvetism
- 2004 : Menudo Mix
- 2007 : The Camp is Back
- 2008 : The Best of Latino Velvet

### Avec Potna Deuce
- 1997 : Heron Soup
- 1997 : Welcome to da Tilt

### Singles
| Année | Titre                                               | Meilleure position | Meilleure position | Meilleure position | Meilleure position | Certification          | Album              |
| Année | Titre                                               | US                 | US R&B             | US Rap             | CAN                | Certification          | Album              |
| ----- | --------------------------------------------------- | ------------------ | ------------------ | ------------------ | ------------------ | ---------------------- | ------------------ |
| 2003  | Sexy Eyes (Da Da Da Da) (featuring Russell Lee)     | —                  | —                  | —                  | —                  |                        | Tha Smokin' Nephew |
| 2003  | Shorty DooWop (featuring Russell Lee et Perla Cruz) | 115                | 108                | —                  | —                  |                        | Tha Smokin' Nephew |
| 2003  | Suga Suga (featuring Frankie J)                     | 7                  | 54                 | 10                 | —                  | - États-Unis : or      | Tha Smokin' Nephew |
| 2005  | Baby I'm Back (featuring Akon)                      | 19                 | 52                 | 9                  | —                  | - États-Unis : or      | Super Saucy        |
| 2005  | Who Wit Me?                                         | —                  | —                  | —                  | —                  |                        | Super Saucy        |
| 2007  | Cyclone (featuring T-Pain)                          | 7                  | 70                 | 6                  | 41                 | - États-Unis : platine | Cyclone            |
| 2008  | What Is It (featuring Sean Kingston)                | 57                 | —                  | 12                 | —                  |                        | Cyclone            |
| 2008  | Don't Stop (featuring Keith Sweat)                  | —                  | —                  | 22                 | —                  |                        | Cyclone            |
| 2009  | That's How I Go (featuring Mario et Lil Jon)        | 107                | —                  | 17                 | —                  |                        | Single à part      |
| 2009  | Outta Control (featuring Pitbull)                   | 112                | —                  | 14                 | —                  |                        | Single à part      |
| 2010  | Go Girl (featuring E-40)                            | 111                | —                  | 23                 | —                  |                        | Bashtown           |
| 2011  | Swanananana (featuring Slim Thug et Stooie Bros.)   | —                  | —                  | —                  | —                  |                        | Bashtown           |
| 2011  | Head Hunta (featuring Z-Ro et Lucky Luciano)        | —                  | —                  | —                  | —                  |                        | Bashtown           |
| 2011  | Vegas Nights (featuring Jump Smokers)               | —                  | —                  | —                  | —                  |                        | Single à part      |
| 2011  | Slide Over (featuring Miguel)                       | —                  | 77                 | —                  | —                  |                        | Single à part      |
| 2014  | Certified Freak (featuring Baeza et G. Curtis)      | —                  | —                  | —                  | —                  |                        | Ronnie Rey All Day |

## Filmographie
- 2004 : Chingo and Bash: What's Really - The Who's Who In the Latin Rap Game
- 2006 : Jack's Law avec Danny Trejo. Ce film n'aura pas réellement vu le jour à la suite de l'incarcération de son réalisateur, Gil Medina. Il sera renommé en 2010 Vengeance, et le casting a été agrandi pour intégrer, entre autres, le rappeur 50 Cent. La sortie de ce film est prévue pour 2016, selon IMDB.
- 2009 : Primos
- 2009 : Busted
- 2011 : Pain - The Movie
- 2012 : Filly Brown